# 普利亞日諾耶湖
53°29′27.94″N 49°30′27.08″E / 53.4910944°N 49.5075222°E

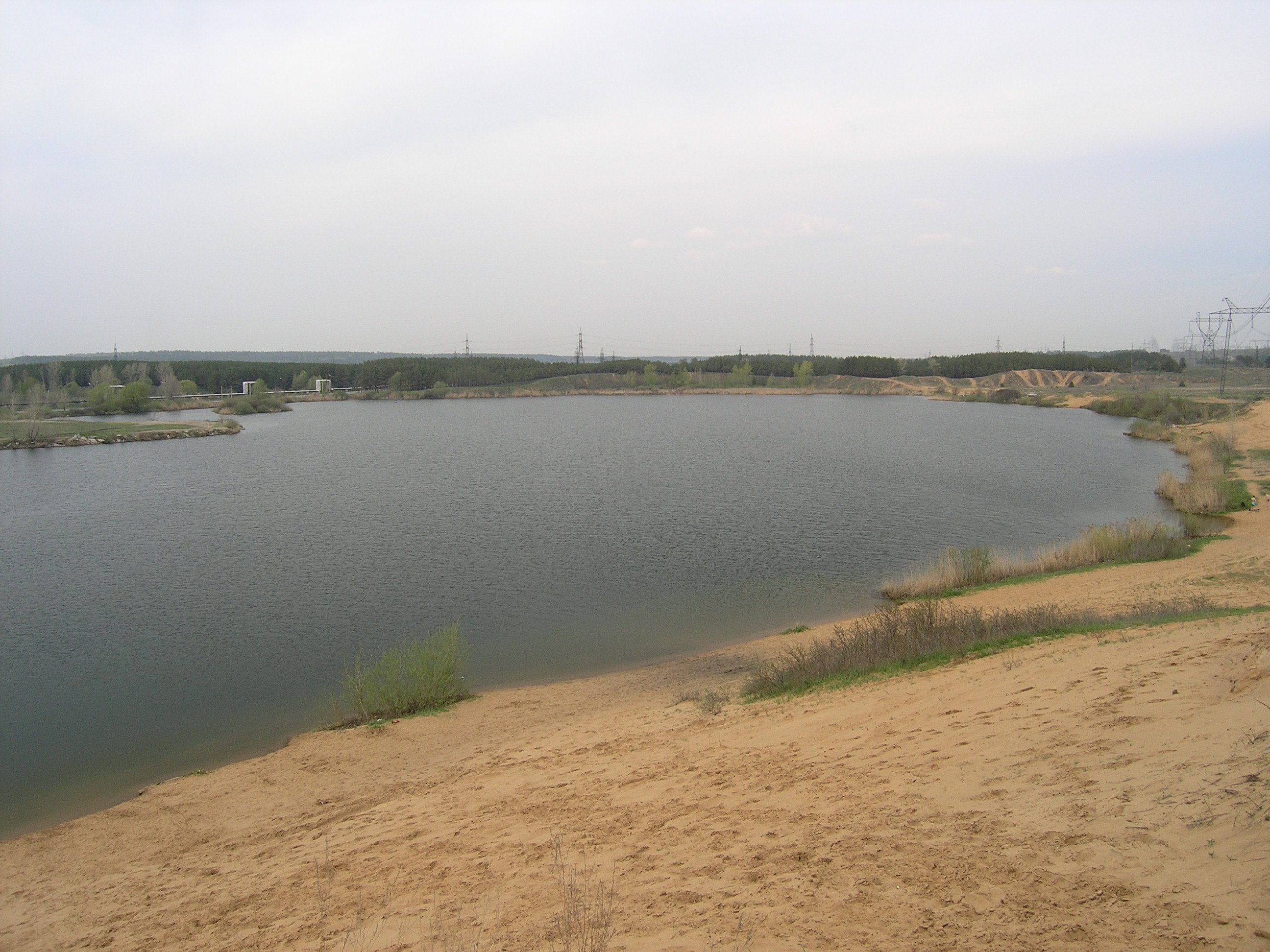

普利亞日諾耶湖（俄语：Пляжное），是俄羅斯的湖泊，位於該國西南部，由薩馬拉州負責管轄，長0.62公里、寬0.26公里，面積0.16平方公里，海拔高度50米，湖岸線長度1.99公里，平均水深3米，最大水深7米。